# Bouicha
La bouicha, est un plat typique de la ville de Jijel. Il est préparé à partir de semoule, de dattes et de huile d'olive, le tout cuit au bain-marie (autrefois on utilisait l'estomac d'une vache à la place d'un récipient).
La cuisson dure au total entre 7 et 8 heures.
C'est le met favori lors de la fête de l'Achoura.

## Ingrédients
- 1 kg de grosse semoule
- 1 kg de dattes séchées
- ½ l d’huile d’olive
- ½ l d’eau
- Une bonne pincée de sel